# Трайче Танев
Трайче Танев е български революционер, кривенски селски войвода на Вътрешната македоно-одринска революционна организация.

## Биография
Трайче Танев е роден в битолското село Смилево, тогава в Османската империя. Назначен е за войвода на селската чета от Кривени, Ресенско, с която участва и в Илинденско-Преображенското въстание. След потушаването на въстанието се изтегля в Княжество България, а през 1904 година повторно влиза в Македония с четата на Славейко Арсов и Стоян Донски. На 9 юли 1904 четата е предадена от местни сърбомани в местността „Лингура“ при кратовското село Горно Гюгянци. Всички четници са убити от турски аскер.